# Dorcadion hampii
Dorcadion hampii là một loài bọ cánh cứng trong họ Cerambycidae.